# Friedrich von Duhn
Friedrich von Duhn (Lubecca, 17 aprile 1851 – Heidelberg, 5 febbraio 1930) è stato un archeologo tedesco.

## Biografia
Insegnò all'Università di Heidelberg, dove diresse l'Institut für Klassische Archäologie (1879—1920);.
Identificò una serie di frammenti come parti dell'Ara Pacis di Augusto.
Dal 1908 fu socio straniero dell'Accademia dei Lincei.

## Pubblicazioni
Il suo lavoro più rilevante, sull'arte funeraria nell'Italia antica, è Italische Gräberkunde, in due volumi di cui il primo fu pubblicato nel 1924 e il secondo, postumo, nel 1939.